# Uğurlu
Uğurlu est un site préhistorique situé sur l'ile de Gökçeada (Turquie), au débouché du détroit des Dardanelles, dans le nord-est de la mer Égée. Ce village a été occupé au Néolithique, du VIIe au Ve millénaire av. J.-C. Encore en cours de fouilles, il est d'ores et déjà considéré comme un site clé pour la compréhension du développement des premières communautés d'agriculteurs-éleveurs aux portes de l'Europe.

## Historique
Le site a été repéré par Savaş Harmankaya en 1997 lors de prospections. Il a ensuite fait l'objet d'une nouvelle visite en 1998 par Savas Harmankaya et Burcin Erdoğu,. Les fouilles, initiées en 2009, se poursuivent actuellement sous la direction de Burcin Erdoğu (université de Thrace (en)),,.

## Chronologie
Le site est occupé dès 6700-6600 av. J.-C. et jusque vers 4300 av. J.-C.. Des éléments en surface renvoient à une phase de fréquentation encore plus récente. L'occupation n'est sans doute pas totalement continue. Il y aurait en effet des hiatus dans la fréquentation.
Six phases distinctes ont été identifiées, essentiellement d'après des styles de céramiques, mais également en tenant compte d'autres paramètres comme l'architecture. Plusieurs datations au carbone 14 permettent de clarifier la chronologie, :
- phase VI de 6700 / 6600 à 6500 av. J.-C. environ ;
- phase V de 6500 à 6100 / 6000 av. J.-C. environ ;
- phase IV de 6000 à 5600 av. J.-C. environ ;
- phase III autour de 5500 - 5300 av. J.-C. ;
- phase II entre 4500 et 4300 av. J.-C. environ.

Les phases VI à II sont attribuées au Néolithique, avec apparition du cuivre à la phase III. La phase II correspond à la culture de Kumtepe Ia-Beşik Sivritepe. La phase I se caractérise par des tessons découverts en surface attribués au début de l'âge du bronze et à la période médiévale.

## Environnement
Gökçeada se situe à la sortie des Dardanelles. Dès la phase d'occupation la plus ancienne du site d'Uğurlu, l'ile était déjà séparée du continent et de l'ile de Lemnos ; le détroit des Dardanelles était ouvert sur la mer de Marmara.
Le site s'étend sur les pentes d'une colline dans la partie occidentale de l'ile et domine une petite plaine, la plus vaste de cette ile montagneuse et volcanique. La mer en est actuellement distante d'environ 2 km, mais en était éloignée d'environ 3 ou 4 km à la fin de la Préhistoire. La faune sauvage actuelle, comme la faune de la fin de la Préhistoire, se caractérise par l'absence de gros mammifères (sangliers, cervidés).

## Architecture et organisation du site
Le site est un tell d'environ 250 m sur 200 m, dont les niveaux archéologiques atteignent au moins 4 m d'épaisseur dans certains secteurs.
Quelle que soit la phase considérée, l'architecture est constituée de bâtiments dont les fondations sont en pierre. Des structures plus légères en terre crue et en bois ont pu être employées pour l'élévation des murs et pour les éventuelles cloisons à l'intérieur des maisons. De petits silos dont les parois sont recouvertes d'argile ont été creusés dans le sol au moins dès la phase IV, en particulier dans la partie haute du site. Un grand bâtiment de 20 m sur 5 m a été repéré par des analyses magnétométriques et serait attribuable à la phase III. Dans la partie haute du site, un grand bâtiment dont une des entrées était ornée d'un bucrane a été exhumé. Sa construction date de la Phase II.

## Les objets découverts sur le site

### Les poteries
Il n'y a aucune poterie dans les niveaux archéologiques attribués à la phase VI. 
Les récipients en terre cuite apparaissent durant la phase V, vers 6500 av. J.-C. Ils sont le plus souvent de très bonne qualité technique. Les poteries sont noires et rouges, leurs parois sont souvent fines. Les formes globulaires sont nombreuses et les rares décors sont des reliefs et des applications d'argile. Les anses sont tubulaires et verticales.
Durant la phase IV, la poterie évolue peu. Il n'y a qu'une poignée de tessons peints dans le style typique de la céramique de Karanovo I. Des vases à décor imprimé sont également présents mais demeurent très rares.
La poterie de la phase III diffère très fortement de celle des phases précédentes. Les vases à quatre pieds sont fréquents, des boites en terre-cuite sont également documentées. Les décors gravés sont bien développés. Cette céramique présente des analogies avec celles de Karanovo III et du début de la culture de Vinča, mais demeure malgré tout originale et sans équivalent ailleurs. Elle est caractérisée notamment par sa couleur noire.
La poterie de la phase II se distingue par son décor (incisions, cannelures) et est assimilable à celle découverte dans le site de Kumtepe dans le sud de la région de Troie.

### L'outillage en pierre taillée
L'outillage en pierre taillée est abondant sur le site. Le silex provenant des riches gisements de l'est de l'ile a été abondamment utilisé tout au long de l'occupation. Cette matière première est débitée sous la forme de lames réalisées grâce à la technique de la pression et sous la forme d'éclats. L'obsidienne, essentiellement de Milos mais aussi de Cappadoce, est présente dans toutes les phases mais est toujours marginale. Des lames réalisées en un silex jaune à points blancs, assimilable à celui présent dans le nord des Balkans, sont probablement originaires de Thrace grecque ou de Bulgarie.

### Autres éléments
Les outils en os sont plus ou moins fréquents selon les phases considérées. Il s'agit pour l'essentiel de poinçons, de ciseaux de spatules et d'aiguilles. Plusieurs hameçons et une masse en bois de cervidé ont également été découverts. 
L'outillage poli, réalisé dans différentes roches, est abondant et varié, le matériel de mouture est particulièrement riche.
Les objets de parure sont majoritairement réalisés à partir de coquillages marins. Un atelier de fabrication de bracelets en spondyle attribué à la phase III a été découvert. Parmi les éléments de parure, on note la présence de plusieurs éléments en cuivre natif (malachite). Une perle provenant de la phase V est un des plus anciens objets réalisés dans cette variété de cuivre pour toute la région.
Les figurines et les tampons en terre cuite sont relativement fréquents durant certaines phases, par exemple durant la phase III. La plupart représentent des femmes, les figurines animales sont rares.

## Économie et mode de vie
Dès la phase V (la phase VI est encore inédite), les moutons, les chèvres, les bovins et les porcs étaient présents. L'agriculture est bien attestée. Les analyses réalisées dans des sédiments attribués à la phase IV ont montré la présence de céréales domestiques (engrain, orge commune) et de pois cultivé. Durant la phase V, la chasse est attestée par la présence d'ossements de sangliers, de cerfs, de lièvre et de renard, mais elle demeurait une activité marginale qui témoignait au moins en partie de liens avec le continent, étant donné l'absence de certains animaux comme les sangliers sur l'ile de Gökçeada. La découverte dans des structures et des niveaux de plusieurs phases de grandes quantités de coquillage marins et d'os de poisson suggère une utilisation importante des ressources marines.

## Les pratiques funéraires
Il n'y a pas de cimetière ni la moindre tombe sur le site, quelle que soit la phase considérée. Pour les phases anciennes, l'absence de sépultures est un trait observé dans tous les sites de l'ouest de l'Anatolie. On ne trouve que quelques ossements épars. Dans un silo de la phase III a été découvert la moitié d'un squelette accompagné d'ocre. Il s'agissait visiblement d'un dépôt secondaire.